# Gabriel Tellier
Gabriel Tellier, né le 13 janvier 1899 à Boulogne-sur-Mer où il est mort le 9 septembre 1976, est un homme politique français.

## Biographie
Agriculteur dans la petite commune de Pittefaux, Gabriel Tellier en devient maire en 1927. Ce n'est qu'après la Seconde Guerre mondiale que sa carrière politique prend une dimension nationale. Candidat en seconde position sur la liste du MRP, menée par Jacques Vendroux, dans le Pas-de-Calais, il est élu député en octobre 1945.
Parlementaire moyennement actif, il ne se représente pas aux élections de 1946, et se consacre à ses activités professionnelles, ainsi qu'à la présidence de la société d'agriculture et celle du syndicat des sinistrés agricoles de Boulogne-sur-Mer.
En 1948, cependant, il se présente comme tête de liste à l'élection au Conseil de la République, après avoir rejoint le Rassemblement du Peuple Français.
Avec 27,1 % des voix, le RPF obtient deux sièges, et Gabriel Tellier est élu sénateur. Il siège alors au groupe du Centre républicain d'action rurale et sociale.
Son activité parlementaire, peu fournie, se concentre sur les questions liées à la reconstruction et aux dommages de guerre.
Cela ne l'empêche pas d'être réélu, à la tête d'une liste de droite, lors des sénatoriales de 1952, avec 25,2 % des voix. Il rejoint alors le groupe du RPF, qu'il quitte cependant en 1955 pour celui du Centre républicain d'action rurale et sociale.
En 1956, il réclame la création du fonds de prévoyance et de lutte contre l'exode rural, et, plus globalement, se fait pendant ce mandat le porte-parole des intérêts des agriculteurs.
Réélu en juin 1958 au Conseil de la République avec l'appui du CNI, il apporte son soutien au retour de Charles de Gaulle au pouvoir.
En avril 1959, il est réélu à la Haute Assemblée, qui a retrouvé sa dénomination de Sénat, à la tête d'une liste du CNI qui n'obtient que 17,4 % des voix : un net recul qui ne l'empêche cependant pas de conserver son siège.
Il est cependant très peu actif, n'intervenant jamais en tribune, ne déposant aucun rapport ni proposition de loi.
Réélu maire de Pittefaux en mars 1965, il renonce cependant à se porter de nouveau candidat aux sénatoriales à l'automne et abandonne progressivement la vie politique.

## Détail des fonctions et des mandats
Mandat parlementaire
- 1946 : membre de la première assemblée constituante
- 7 novembre 1948 - 1er octobre 1965 : Sénateur du Pas-de-Calais